# Zygothrica clavipoeyi
Zygothrica clavipoeyi är en tvåvingeart som beskrevs av Burla 1956. Zygothrica clavipoeyi ingår i släktet Zygothrica och familjen daggflugor. Inga underarter finns listade i Catalogue of Life.